# Villa Landing

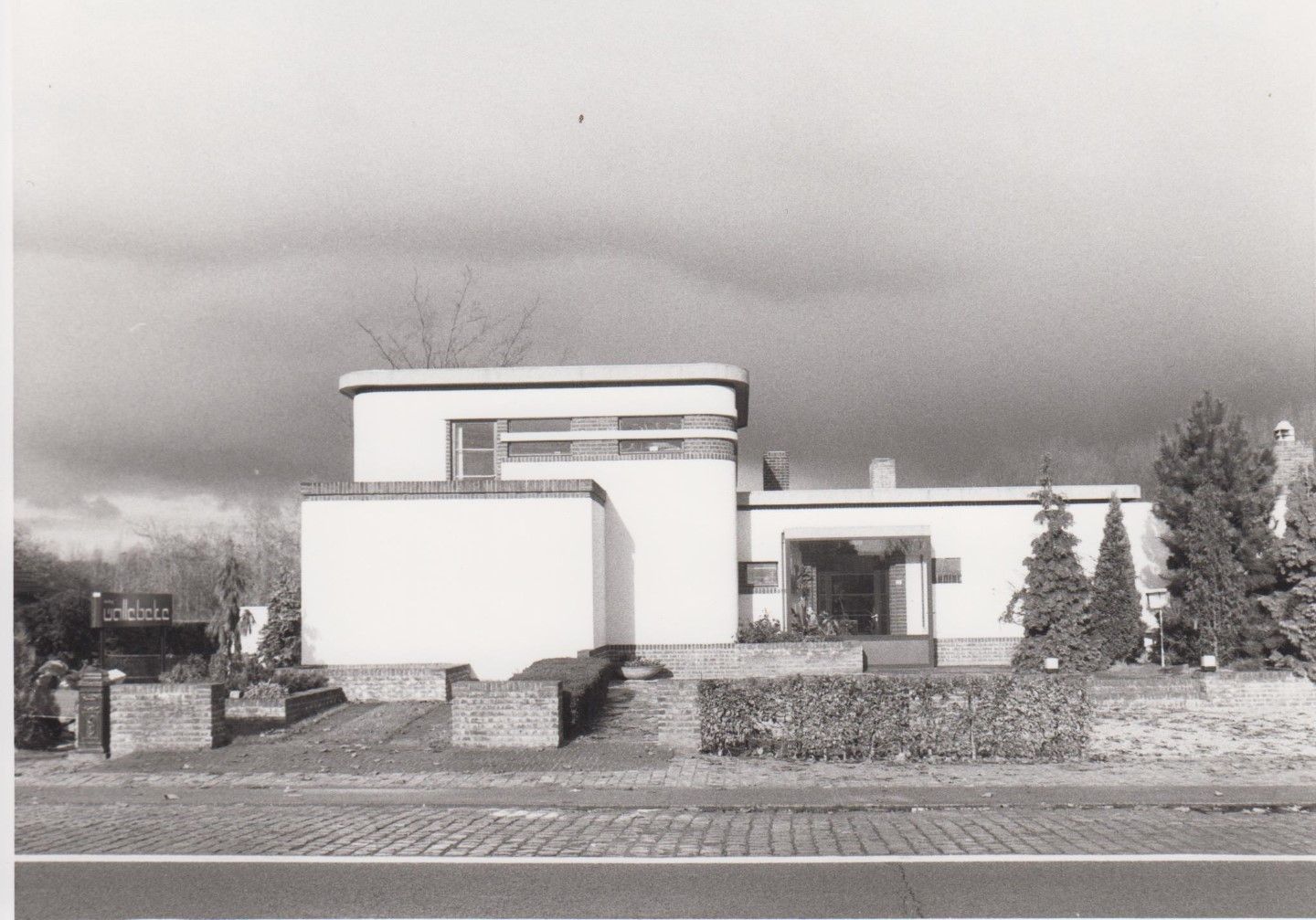
Villa Landing in 1983

Villa Landing is een voormalige dokterswoning te Astene (Deinze) ontworpen door de Belgische architect Henry Van de Velde. De opdrachtgever hiervoor was Dokter Adriaan Martens. 
De woning bevindt zich langs de Emiel Clauslaan en grenst in de achtertuin aan de Leie. De tuin van de woning werd destijds ontworpen door tuinarchitect Georges Wachtelaer. 
De woning en tuin zijn niet beschermd als monument.
Aan de overkant van de straat bevindt zich de Polikliniek voor Inwendige Ziekten die Martens een jaar voorheen al had laten bouwen door van de Velde.

## Geschiedenis
De woning werd in 1934-1935 opgetrokken kort na de Polikliniek voor Inwendige Ziekten, die gelegen is aan de overkant van de Emiel Clauslaan. In de jaren 1980, na het overlijden van Dr. Martens werd het gebouw omgevormd tot restaurant. 